# Liste der denkmalgeschützten Objekte in Wundschuh
Die Liste der denkmalgeschützten Objekte in Wundschuh enthält die 10 denkmalgeschützten, unbeweglichen Objekte der österreichischen Gemeinde Wundschuh im steirischen Bezirk Graz-Umgebung.

## Denkmäler
| Foto |                 | Denkmal                                                                | Standort                                   | Beschreibung | Metadaten |
| ---- | --------------- | ---------------------------------------------------------------------- | ------------------------------------------ | --- | --- |
| ja   | Datei hochladen | Hügelgräber im Kaiserwald HERIS-ID: 59055 Objekt-ID: 70018             | Kaiserwald Standort KG: Kasten             | Im Kaiserwald befinden sich mehrere Gruppen von insgesamt ca. 120 Hügelgräbern aus römischer Zeit (1. und 2. Jhdt.), die ab 1935 archäologisch erschlossen wurden. Es handelt sich bei der Bestattung von Ascheurnen mit Grabbeigaben in Grabkammern, um die künstliche Hügel aufgeschüttet wurden, um eine Tradition, die im Ostalpenraum seit der Hallstattzeit bekannt ist. Die Dekorformen der keramischen Grabbeigaben weisen Kontinuität zur Latènezeit auf. Anmerkung: befindet sich auch in der KG Wundschuh, sowie in Dobl-Zwaring, Premstätten und auch in Wildon                        | BDA-Hist.: Q38085716 Status: Bescheid Stand der BDA-Liste: 2025-06-30 Name: Hügelgräber im Kaiserwald GstNr.: 155, 156, 159/2, 160/2, 163/1, 177, 180/1, 180/2, 201, 203 Hügelgräber im Kaiserwald |
| ja   | Datei hochladen | Mariensäule HERIS-ID: 97384 Objekt-ID: 113187                          | bei Hauptplatz 15a Standort KG: Wundschuh  | Die Mariensäule wurde 1863 gestiftet und von Michael Rosenberger angefertigt, sie ist von einem gleichzeitigen Schmiedeeisengitter umgeben. | BDA-Hist.: Q37769825 Status: § 2a Stand der BDA-Liste: 2025-06-30 Name: Mariensäule GstNr.: 766/2                                                                                                  |
| ja   | Datei hochladen | Hügelgräber im Kaiserwald HERIS-ID: 60256 Objekt-ID: 72426             | Kaiserwald Standort KG: Wundschuh          | siehe KG Kasten | BDA-Hist.: Q38091268 Status: Bescheid Stand der BDA-Liste: 2025-06-30 Name: Hügelgräber im Kaiserwald GstNr.: 501, 502, 503, 504, 505 Hügelgräber im Kaiserwald                                    |
| ja   | Datei hochladen | Pfarrhof HERIS-ID: 51981 Objekt-ID: 57834                              | Am Kirchplatz 4 Standort KG: Wundschuh     | Der Pfarrhof stammt aus dem Jahr 1881, in ihm ist ein figürlicher Römerstein eingemauert. | BDA-Hist.: Q38048395 Status: § 2a Stand der BDA-Liste: 2025-06-30 Name: Pfarrhof GstNr.: .33 |
| ja   | Datei hochladen | Kath. Pfarrkirche hl. Nikolaus HERIS-ID: 51982 Objekt-ID: 57835        | bei Am Kirchplatz 6 Standort KG: Wundschuh | Die Kirche in barocken Formen wurde 1912–1915 von Johann Baltl erbaut und ersetzte einen spätgotischen Bau vom Ende des 15. Jahrhunderts, von dem nur mehr der Turmunterbau erhalten ist. Das vierjochige Langhaus geht in einen schmäleren, gerade geschlossenen zweijochigen Chor über, der 5/8-Schluss gehört zum Sakristeianbau. Der Turm hat drei achtseitige Geschoße und einen Spitzhelm. Die Einrichtung wurde teilweise aus der alten Kirche übernommen, insbesondere der spätbarocke Hochaltar aus dem Jahr 1772.                                                                        | BDA-Hist.: Q2083334 Status: § 2a Stand der BDA-Liste: 2025-06-30 Name: Kath. Pfarrkirche hl. Nikolaus GstNr.: .32 Pfarrkirche hl. Nikolaus (Wundschuh)                                             |
| ja   | Datei hochladen | Sog. Neuschloss HERIS-ID: 45891 Objekt-ID: 47411                       | Neuschloß 1 Standort KG: Wundschuh         | Das Schloss ist im Spätmittelalter aus einem Gutshof hervorgegangen und war ursprünglich landesfürstlicher Besitz. Ein Ausbau erfolgte 1442, als unter Friedrich III. die Wundschuher Teiche angelegt wurden. Das heutige Gebäude stammt aus dem frühen bis mittleren 18. Jahrhundert, als es in Besitz der Grafen Dietrichstein stand. 1804–1809 erfolgte dann eine Aufstockung. Es ist ein frühbarockes einflügeliges Herrenhaus, das mit niedrigeren Nebengebäuden eine Art Ehrenhof bildet. Die oberen Geschoße sind mit Lisenen zusammengefasst, auf dem Gebäude ist ein Walmdach aufgesetzt. | BDA-Hist.: Q1679481 Status: Bescheid Stand der BDA-Liste: 2025-06-30 Name: Sog. Neuschloss GstNr.: .1/1 Schloss Neuschloss                                                                         |
| ja   | Datei hochladen | Umfriedung mit Gartenportalen HERIS-ID: 97398 Objekt-ID: 113203        | Neuschloß 1 Standort KG: Wundschuh         | Um das Neuschloss befindet sich ein Park, der von einer langen Umfassungsmauer mit insgesamt fünf barocken Toren mit Schmiedeeisengittern und Steinvasen umgeben ist. Besonders prunkvoll ist das Tor im Süden Richtung Schlossportal, das von Seitenteilen mit Putti und Voluten flankiert ist. Die Tore sind in der Art von Johann Lukas von Hildebrandt gegliedert. | BDA-Hist.: Q64765071 Status: Bescheid Stand der BDA-Liste: 2025-06-30 Name: Umfriedung mit Gartenportalen GstNr.: .1/1, 721/1, 721/2 Schloss Neuschloss                                            |
| BW   | Datei hochladen | Orangerie HERIS-ID: 97402 Objekt-ID: 113207                            | Neuschloß 4 Standort KG: Wundschuh         | Die Orangerie ist ein Nebengebäude des Neuschlosses. | BDA-Hist.: Q64765072 Status: Bescheid Stand der BDA-Liste: 2025-06-30 Name: Orangerie GstNr.: .2 Schloss Neuschloss                                                                                |
| ja   | Datei hochladen | Sog. Kanzleistöckl HERIS-ID: 97410 Objekt-ID: 113215                   | Neuschloß 2 Standort KG: Wundschuh         | Das Stöckl ist ein zweigeschoßiges Nebengebäude des Neuschlosses, mit dem es eine Art Ehrenhof bildet. | BDA-Hist.: Q64765073 Status: Bescheid Stand der BDA-Liste: 2025-06-30 Name: Sog. Kanzleistöckl GstNr.: .1/2 Schloss Neuschloss                                                                     |
| ja   | Datei hochladen | Wirtschaftsgebäude Schloss Neuschloß HERIS-ID: 97413 Objekt-ID: 113218 | Neuschloß 3 Standort KG: Wundschuh         | Das Wirtschaftsgebäude ist ein zweigeschoßiges Nebengebäude des Neuschlosses. | BDA-Hist.: Q64765074 Status: Bescheid Stand der BDA-Liste: 2025-06-30 Name: Wirtschaftsgebäude Schloss Neuschloß GstNr.: 721/1, 721/2 Schloss Neuschloss                                           |